# Ebro Véhicules Utilitaires
Pour les articles homonymes, voir Ebro (homonymie).

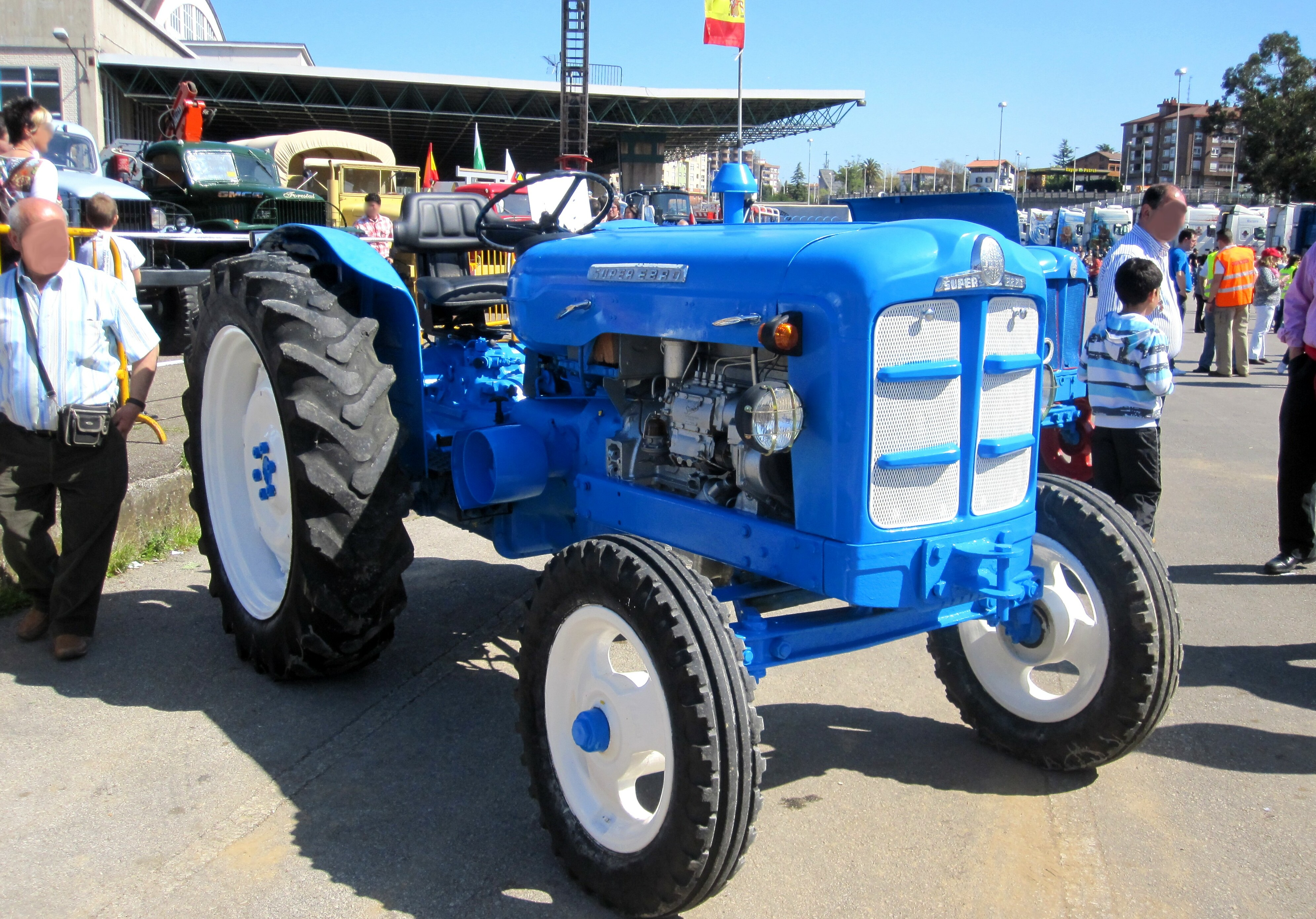
Tracteur Super Ebro

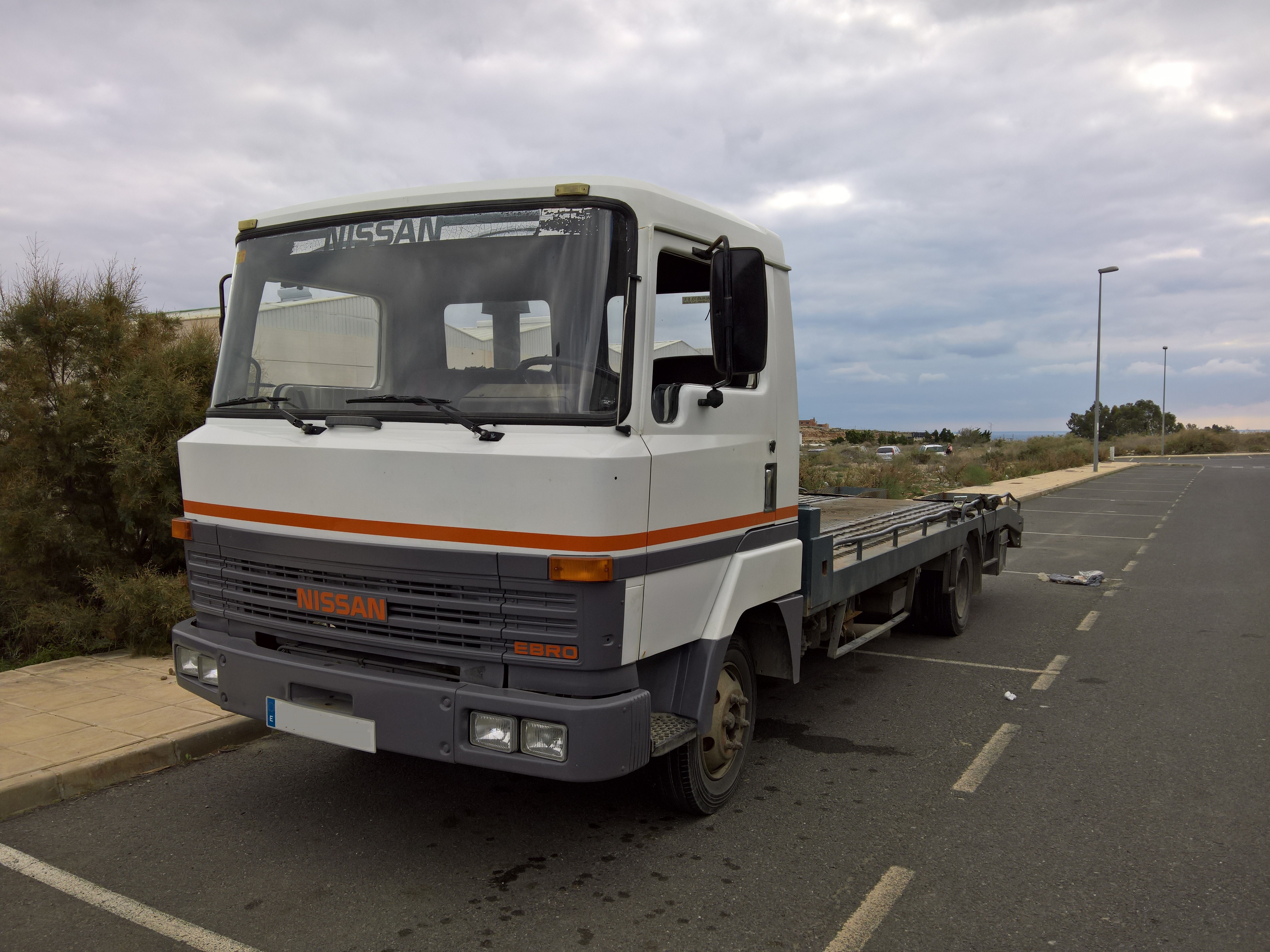
Nissan Ebro/Nissan Atleon

Ebro était la marque commerciale pour les véhicules fabriqués entre 1954 et 1987 par Motor Ibérica, constructeur espagnol de véhicules utilitaires (fondé après la  nationalisation des usines Ford en Espagne), et son successeur Nissan Motor Ibérica. La société était spécialisée dans la fabrication d'autobus, camions, camionnettes, jeeps et de tracteurs agricoles. 
Ses implantations industrielles étaient principalement situées à Barcelone, Madrid et Avila. Les tracteurs agricoles étaient fabriquée dans l'usine de Noáin en Navarre. Un des modèles le plus populaire est le van Ebro Série F, dérivé du fourgon Alfa Romeo Romeo.

## Histoire
La première agence du constructeur américain Ford en Europe a été créée en 1907 pour l'importation et la vente de véhicules de la marque. Le 2 juin 1920, Ford créa une filiale à Cadix, "Ford Motor Co." une société au capital de 500 000 Pesetas. Dans un atelier loué dans la "Zone Franche" de Cadix, Ford a lancé la fabrication locale du modèle Ford T et du Ford Model TT, un dérivé utilitaire basé sur le même châssis, ainsi que des tracteurs Fordson.
En 1921 la société Ford demande au gouvernement espagnol que ses ateliers ne soient plus considérés comme des entrepôts mais un atelier de production afin d'augmenter la part nationale dans la production. En 1923 Ford déplace toute l'usine Avenida Icaria à  Barcelone. En 1929 le capital est augmenté avec l'arrivée d'actionnaires espagnols et le titre est coté à la bourse espagnole. Le nom de la société devient Ford Motor Ibérica SA (ca). Elle devient administrativement dépendante de Ford Royaume-Uni avec laquelle sont signés tous les accords d’utilisation de brevets et modèles.
Pendant la guerre civile, la fabrication de véhicules est arrêtée, Ford étant incapable d'importer les pièces nécessaires et l'usine a été bombardée. Avec les contraintes et les limitations durant la période post-guerre civile, la production de camions avec des pièces importées ont pu  reprendre. Durant cette période de pénurie, l'essentiel de l'activité repose sur la fabrication de pièces de rechange pour la maintenance des véhicules en service avant la guerre et la commercialisation de gazogènes de la marque Autóforo.
Durant les années 1940 et 1950, fabriquer quoi que ce soit en Espagne représentait un véritable exploit. Les importations ont été considérablement réduites, l'essence sévèrement rationnée, l'électricité disponible que quelques heures par jour, les camions fabriqués ne pouvaient pas être vendus parce qu'il n'y avait pas de pneus, les devises étaient rares et contrôlées par le système politique.

### Création de Motor Ibérica et de Ebro

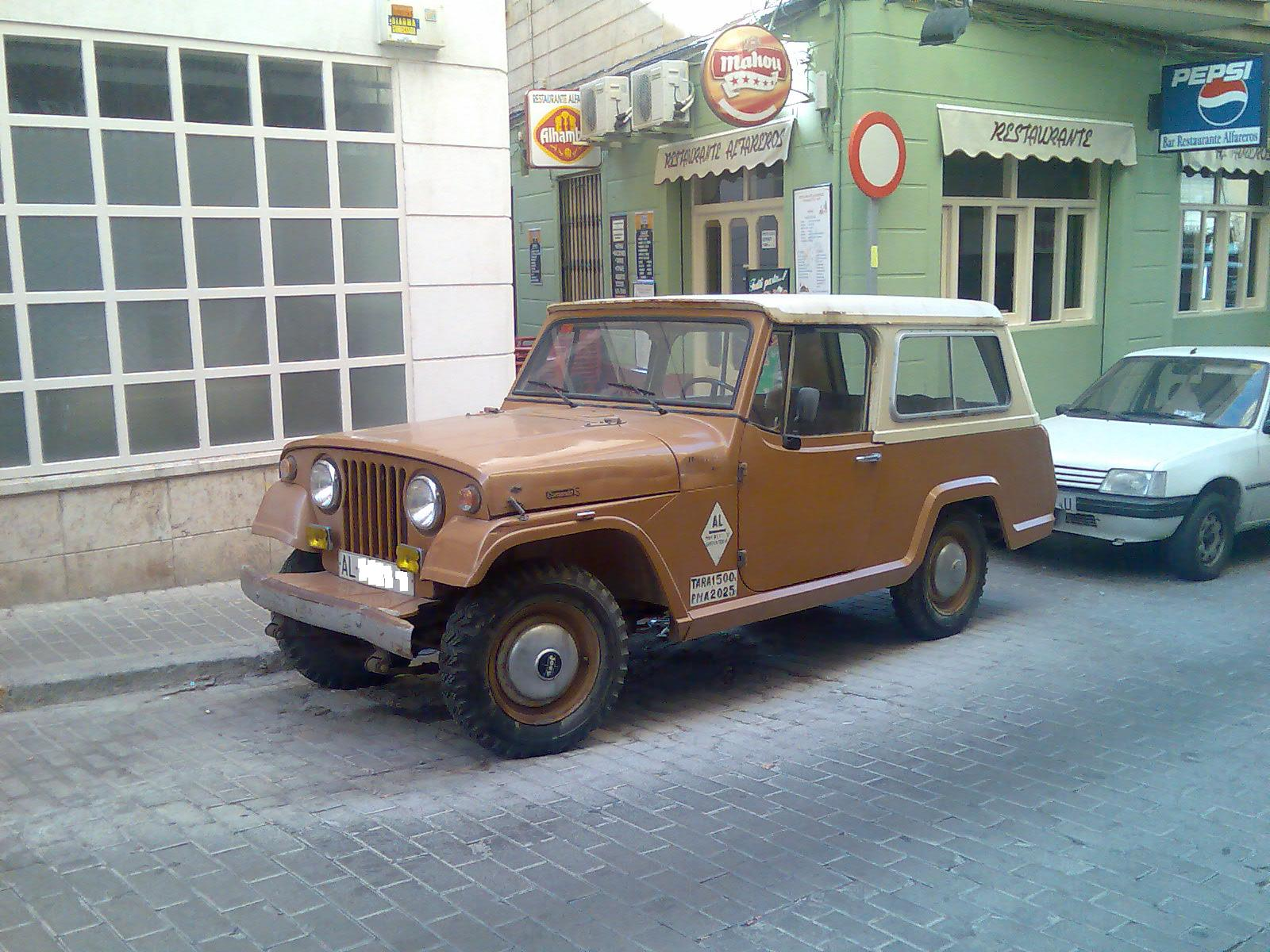
Ebro Comando S fabriqué par Ebro sous licence Jeep

En 1954 Ford Motor Iberica cède ses parts et le capital est élargi pour changer la dénomination en Motor Ibérica SA; La marque Ebro est déposée, l'usine est agrandie et avec l’aide de techniciens britanniques commence la construction de camions et de tracteurs. En référence aux camions Ford au Royaume-Uni qui étaient nommés Thames (Tamise), les véhicules fabriqués par les espagnols ont été baptisés Ebro, comme le fleuve espagnol. Les premiers camions Ebro sont construits sous licence Ford, basés sur les modèles de conception britannique Fordson Thames 7V (de) et en 1956 Fordson Thames ET (de).
Les difficultés d'approvisionnement après la nationalisation ont obligé Motor Ibérica à acheter une mine de fer à Jaén pour se procurer les devises étrangères nécessaires pour acheter des machines-outils pour le développement de l'usine. Jusqu'en 1960, les prix de vente de tous les produits étaient soumis à l'approbation du Ministère espagnol de l'Industrie et jusqu'à cette date, les productions nationales espagnoles ne pouvaient pas fournir tous les composants pour véhicules nécessaires à Ebro.
En 1965 toutes les relations avec Ford sont rompues et un accord est conclu avec Massey-Ferguson par lequel l’entreprise canadienne entre dans l’actionnariat de Motor Ibérica; Réciproquement Motor Ibérica absorbe les intérêts espagnols de Massey. Grâce à cette opération Perkins Espagne, qui construit des moteurs pour d’autres fabricants espagnols devient sa propriété. En 1967, un nouveau centre de production est inauguré dans la "Zona Franca de Barcelone". À cette époque, Motor Iberica rachète son concurrent Fadisa qui produisait les fourgons Romeo sous licence du constructeur italien Alfa Romeo puis, en 1972, les fourgonnettes Siata. L’acquisition de VIASA (en) - Jeep vers 1974, jusqu’alors détenue par CAF, a également apporté les brevets et les licences pour la fabrication de modèles étant vendus comme Jeep VIASA-Ebro. En 1977, les activités automobiles de AISA avec sa marque Avia ont été acquises, avec leurs autres licences de production des chariots élévateurs Braud et Facheux.
En 1979, en pleine récession, Massey Ferguson possédait 36 % des actions de la société Motor Ibérica et les a vendus à Nissan Motor Co. En 1981 Nissan augmenta sa participation à 55 %  et lance en 1983 la fabrication du tout-terrain Patrol et la petite fourgonnette Vanette. En 1987, la dénomination sociale de la société devient "Nissan Motor Ibérica SA".

## Tracteurs
Ebro a fabriqué des tracteurs en Espagne jusque dans les années 1980. Initialement, Ebro a utilisé la technologie Ford avec ses tracteurs Fordson. La société abandonna Ford et s'engagea dans une phase d'indépendance en lançant les séries 55, 350, 460, 470, 684, 6100 et 6125. Plus tard, la société renouvelle sa gamme de tracteurs avec la technologie Massey Ferguson. La dernière gamme de tracteurs fabriqués par Ebro utilise la licence Kubota.

## Camions, utilitaires et jeeps fabriqués
- Ebro B-Serie
- Ebro C-Serie
- Ebro D-Serie
- Ebro E-Serie
- Ebro P-Serie charge Utile 3 à 27 T (1976–1981)
- Ebro F100 et F108
- Ebro F-Serie Ebro F260 / F275 / F350 / Trade (1977–1987)
- Ebro L/M-Serie charge Utile 3,5 à 27 T (1980–1987)
- Ebro Comando
- Ebro SV430/Campeador (es)
- Ebro Siata
- Ebro Vanette

## Galerie d'image

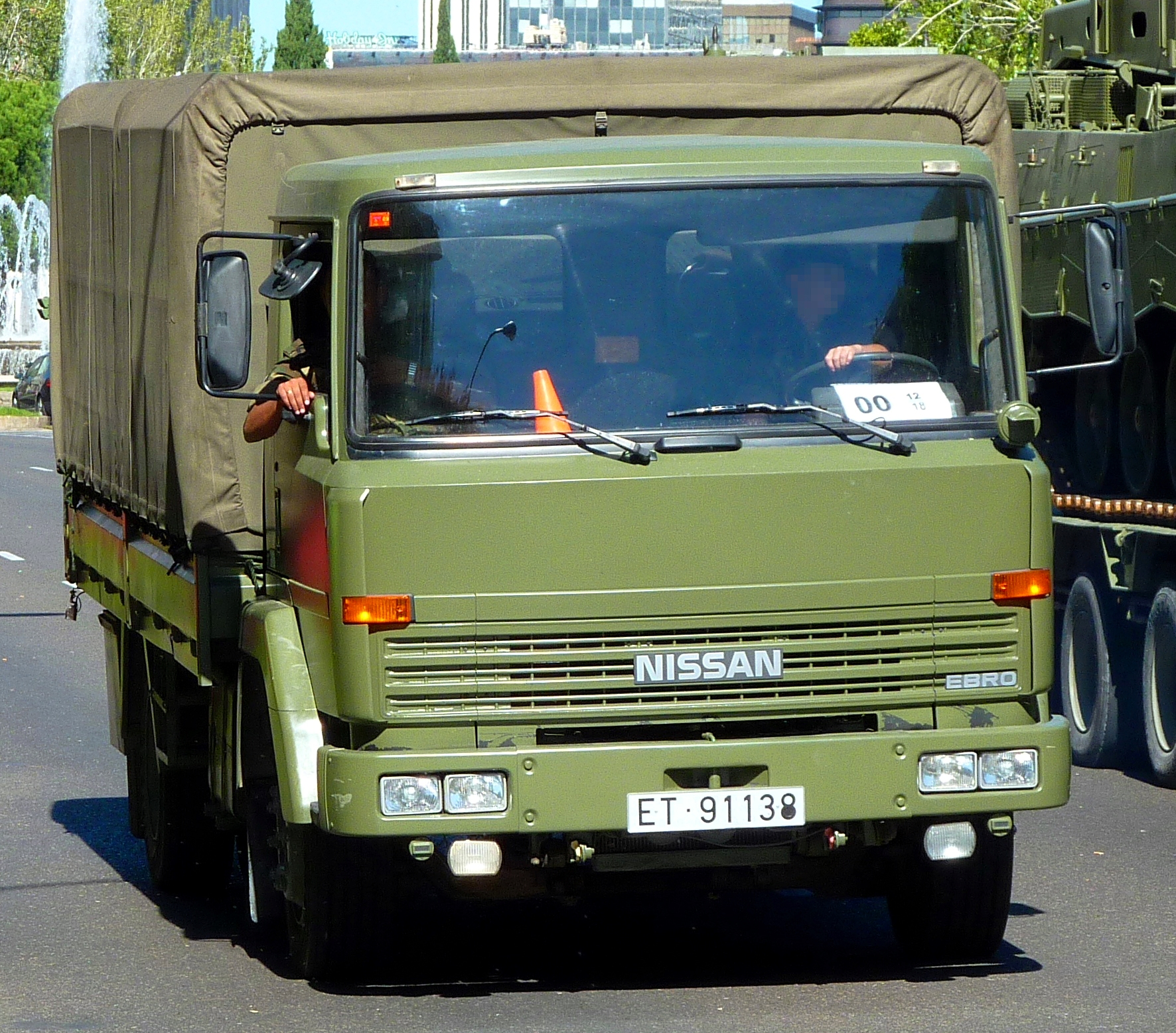
Nissan / Ebro L/M-Serie dans l'armée espagnole
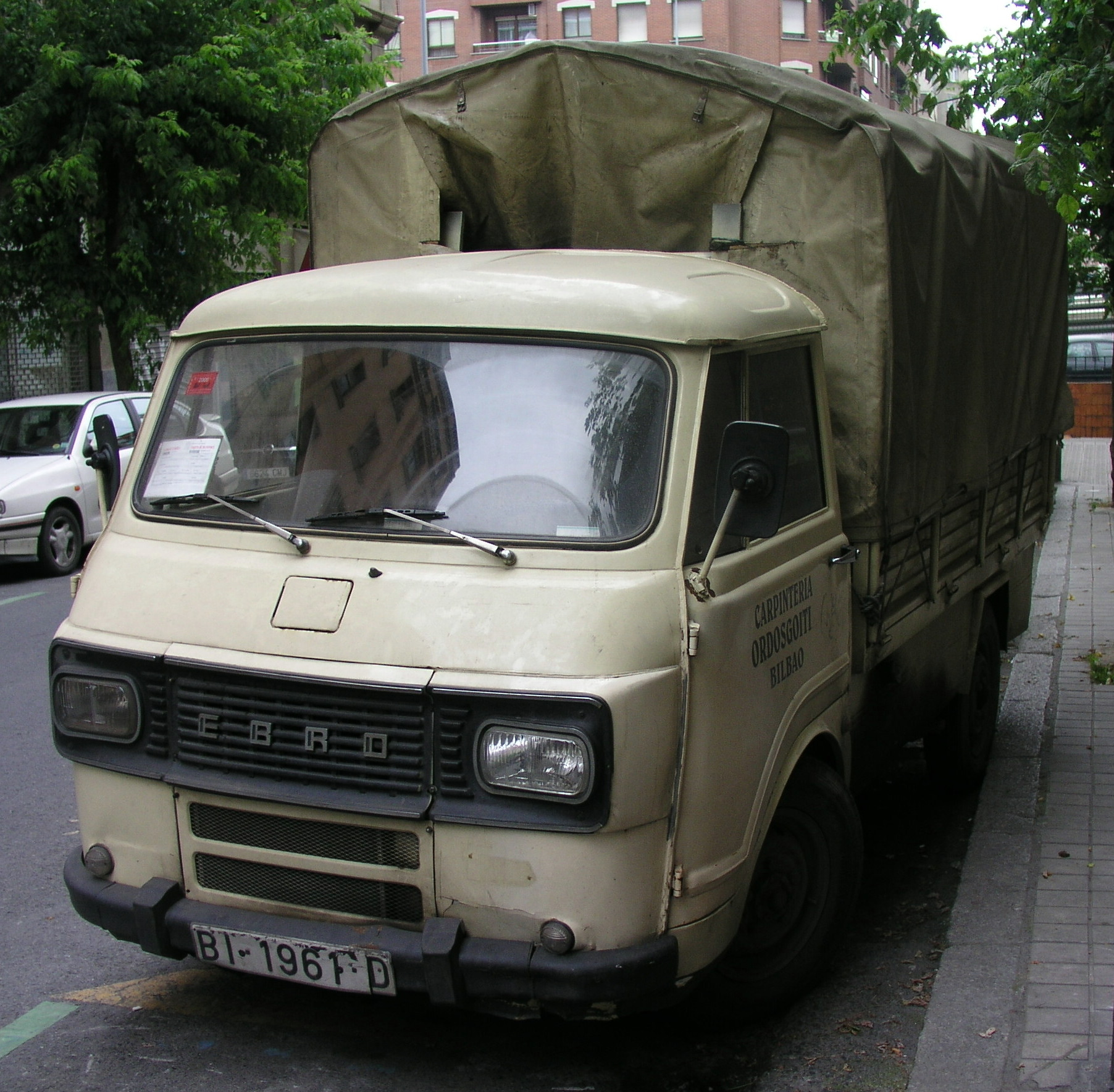
Fourgon Ebro F108
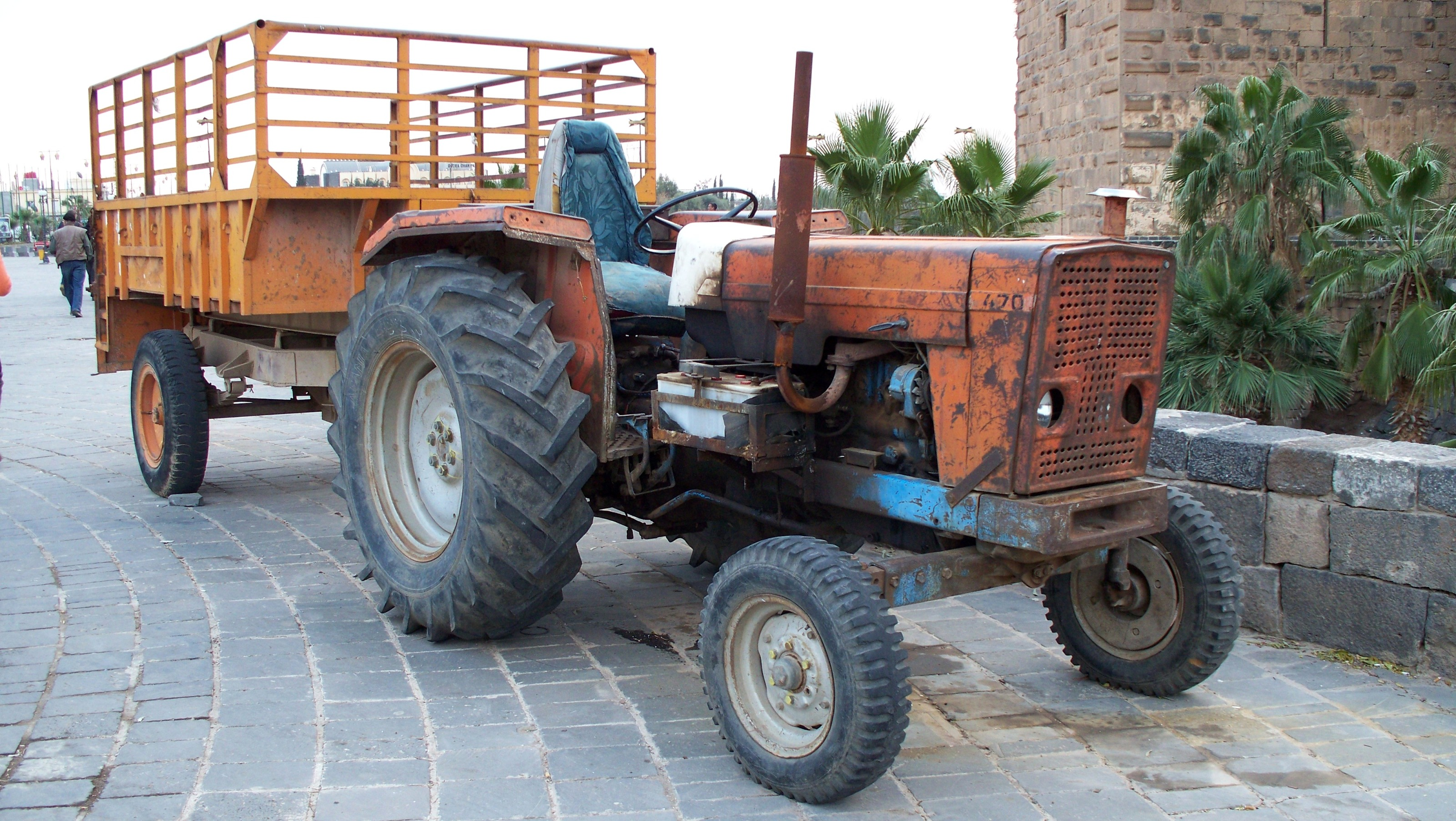
Tracteur Ebro 470
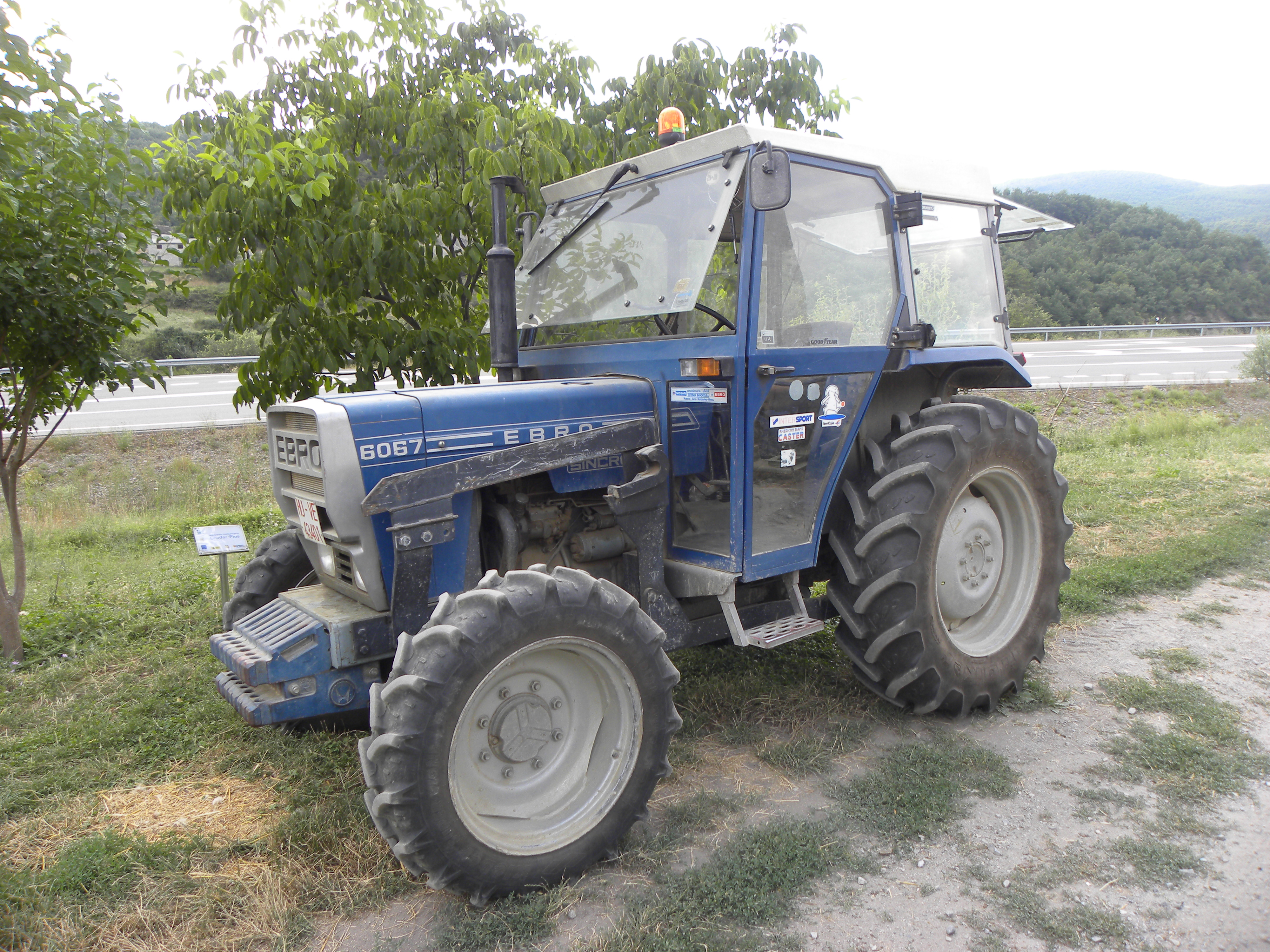
Tracteur Ebro 6067
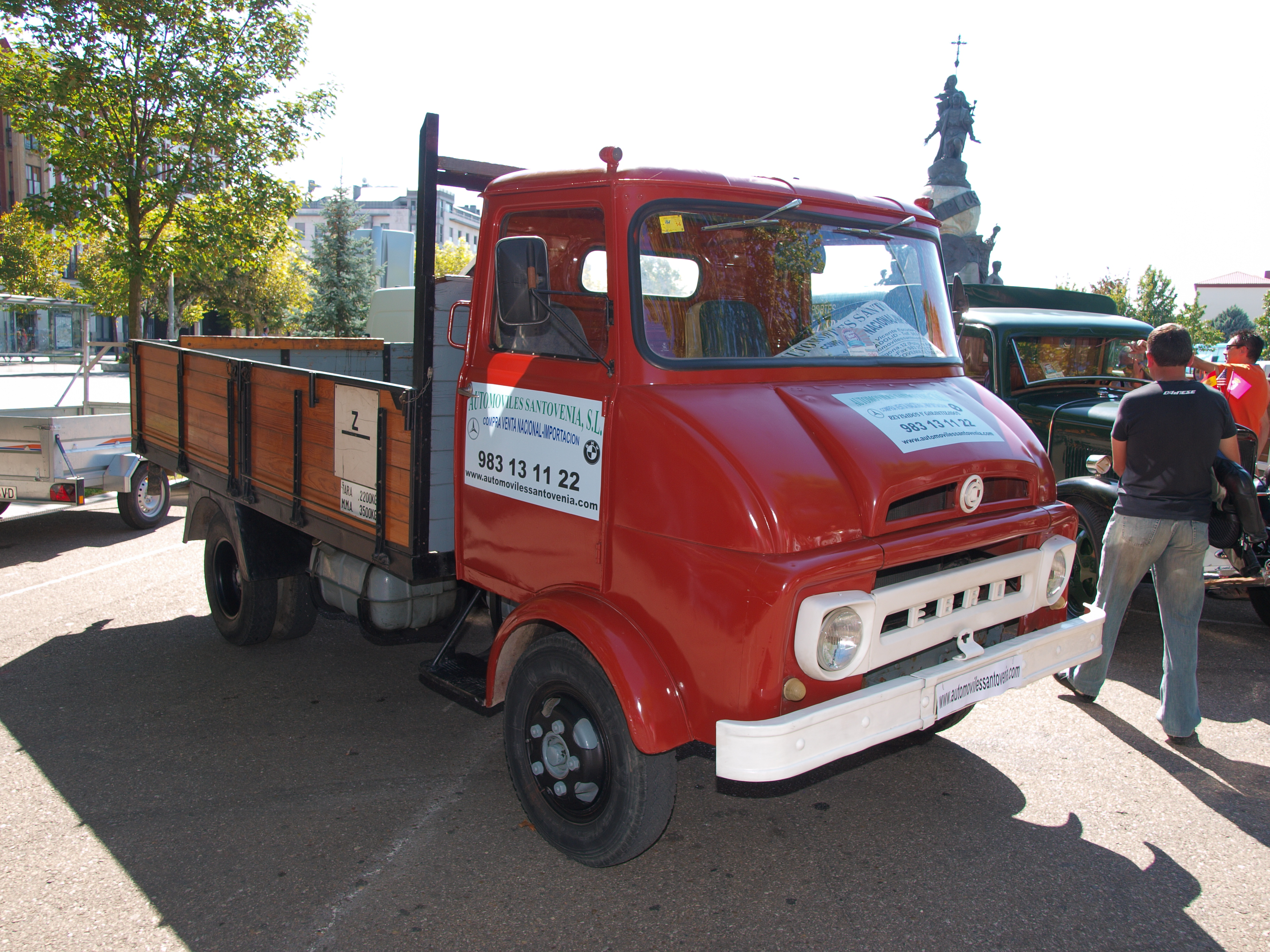
EBRO C-153 (1966)
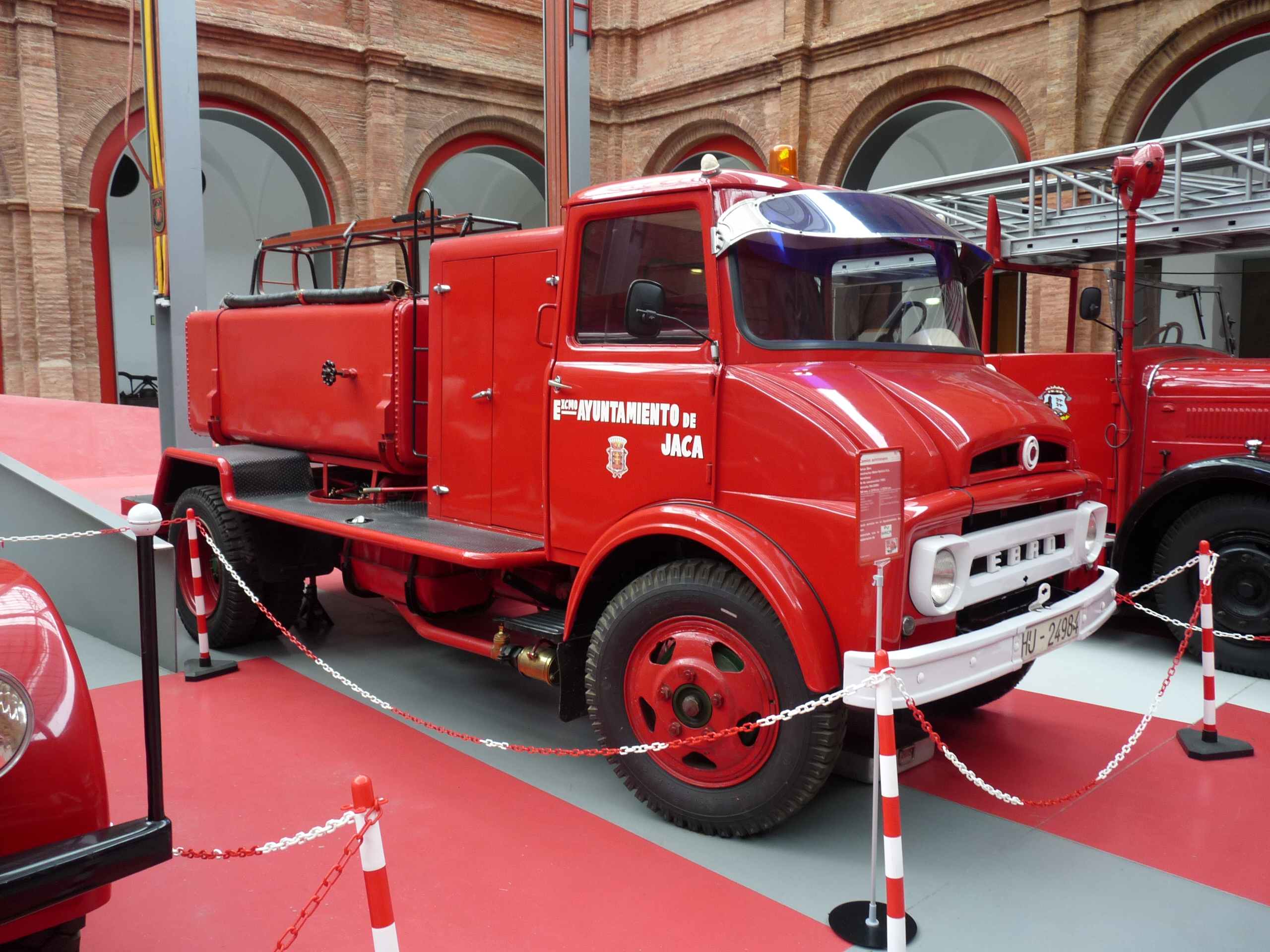
Fourgon pompe-tonne Ebro C-Serie de 1966
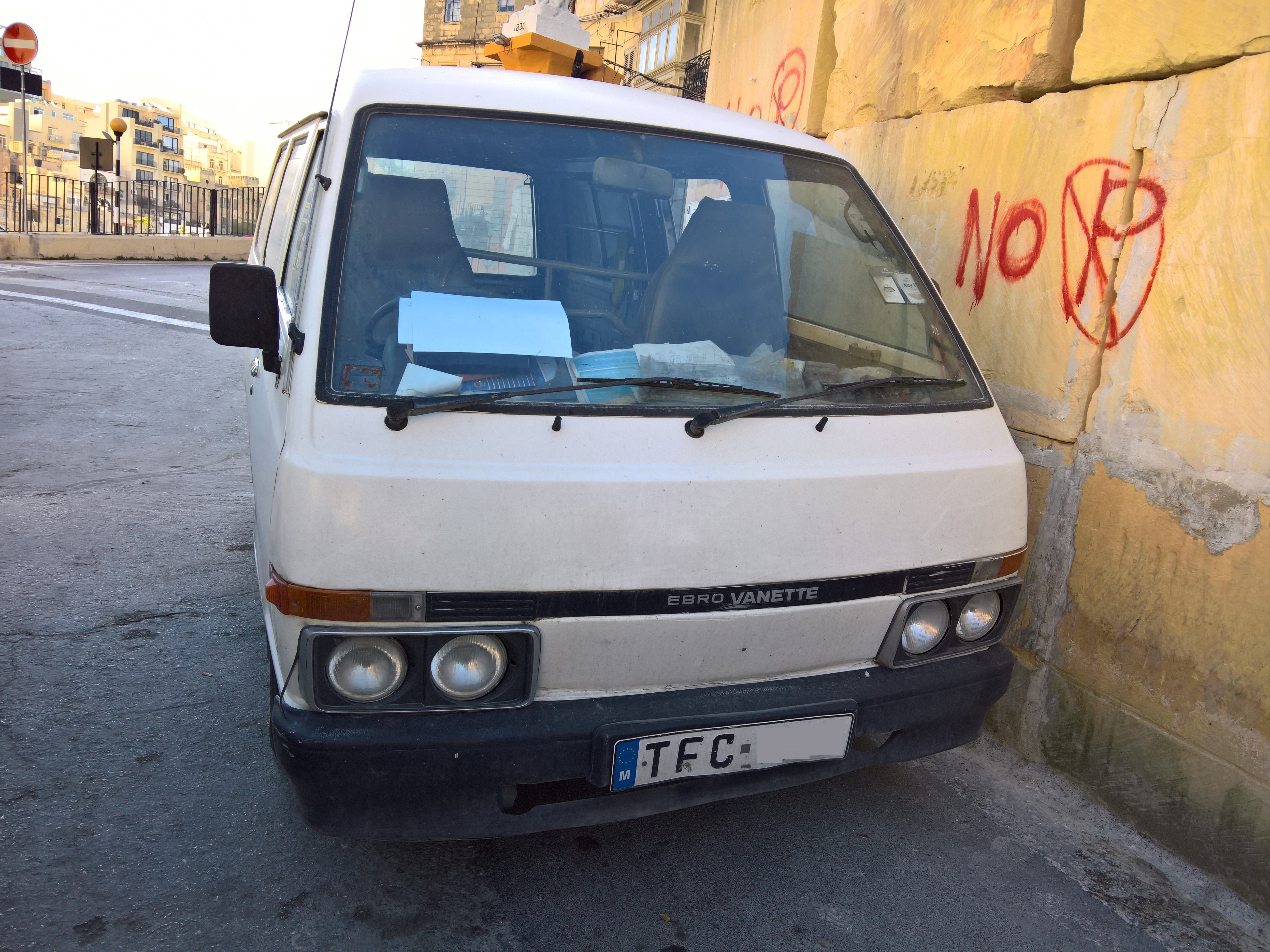
Ebro Vanette